# National Seashore

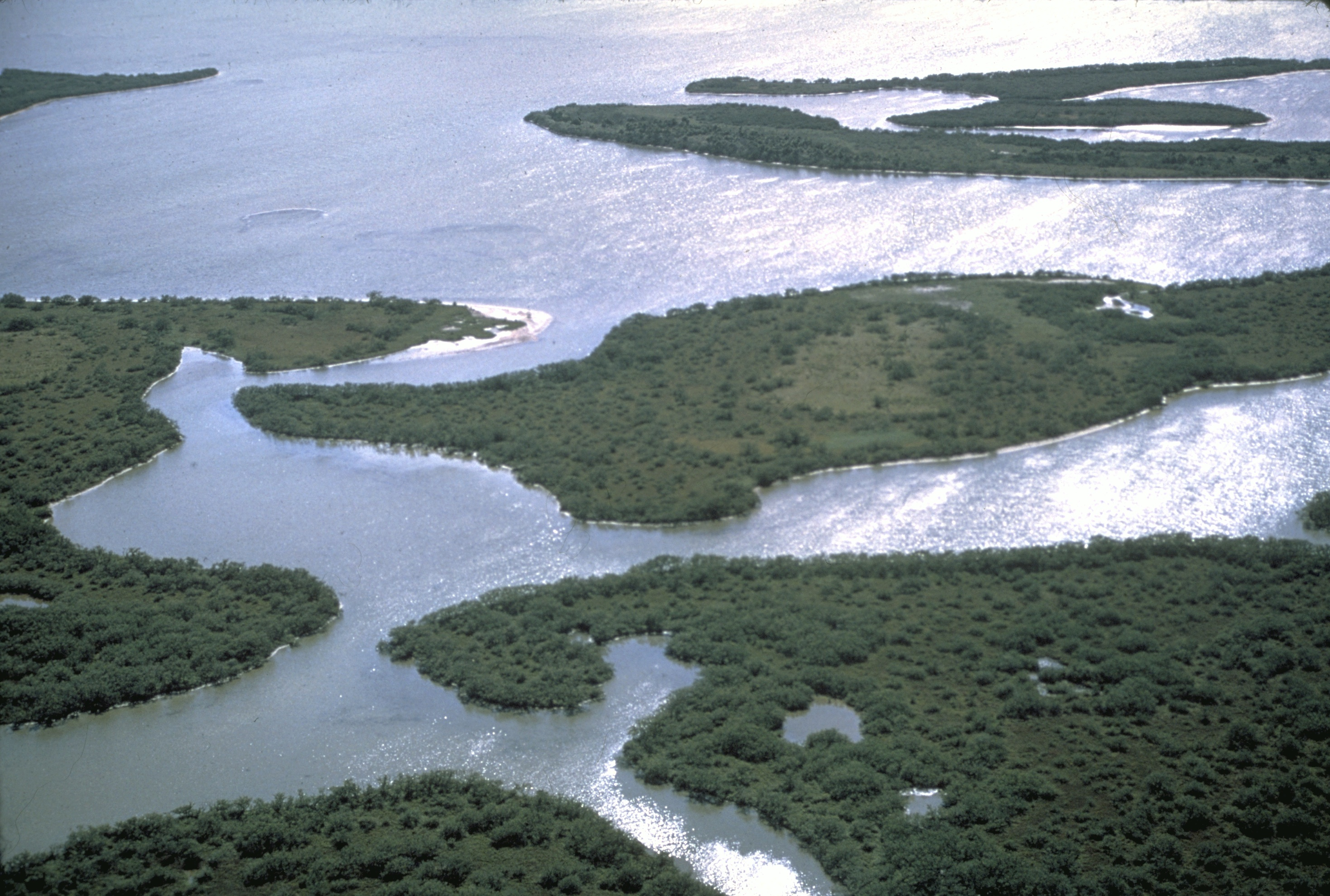
Eilanden in het natuurgebied Cape Canaveral.

Een National Seashore (Nederlands: Nationale Zeekust) is een aan de kust gelegen beschermd gebied in de Verenigde Staten, dat door de federale regering van de VS tot gebied met een bijzondere belang voor het natuurbehoud of recreatiegebied verklaard is. In 1953 werd Cape Hatteras als eerste als National Seashore aangemerkt, waarna sindsdien nog negen kustgebieden volgden en als beschermd gebied onder het beheer van de National Park Service staan. In totaal omvatten de tien National Seashores ongeveer 1.940 vierkante kilometer.

## Lijst van National Seashores
- Assateague Island National Seashore, Maryland
- Canaveral National Seashore, Florida
- Cape Cod National Seashore, Massachusetts
- Cape Hatteras National Seashore, North Carolina
- Cape Lookout National Seashore, North Carolina
- Cumberland Island National Seashore, Georgia
- Fire Island National Seashore, New York
- Gulf Islands National Seashore, Florida en Mississippi
- Padre Island National Seashore, Texas
- Point Reyes National Seashore, Californië